# Lisa Hanawalt
Lisa Hanawalt (19 de junio de 1983) es una ilustradora y dibujante estadounidense, conocida por su trabajo como diseñadora de producción. Ha producido la serie animada BoJack Horseman y creado Tuca & Bertie, ambas para Netflix, además de copresentar el podcast Baby Geniuses con Emily Heller.

## Vida y carrera profesional

### Vida personal
Hanawalt nació en Palo Alto, California a Stanford. Sus padres son los biólogos Philip Hanawalt y Graciela Spivak. Su madre es originaria de Argentina. Lisa Hanawalt se graduó de la Universidad de California, Los Ángeles, en 2006, y vivió en la Ciudad de Nueva York desde 2009 hasta 2014, cuando regresó a California. Es exmiembro de Pizza Island, un estudio de dibujantes y caricaturistas en Greenpoint, Brooklyn, donde participaban Kate Beaton, Domitille Collardey, Sarah Glidden, Meredith Gran, y Julia Wertz.

### Trabajos publicados
Sus ilustraciones y escritos han sido publicados en periódicos impresos y en línea, incluidos The New York Times, McSweeney's, Vanity Fair y la revista Lucky Peach. De 2011 a 2013, fue colaboradora habitual de The Hairpin y produjo una serie de reseñas ilustradas de películas.
Su primera serie de cómic, I Want You, fue publicada en 2009 por Buenaventura Press. En 2010, Hanawalt fue la primera mujer en ganar un Premio Ignatz por Comic Excepcional, por I Want You # 1.
En 2013, Drawn y Quarterly publicaron My Dirty Dumb Eyes, la "antología de una sola mujer" de Hanawalt sobre cómics e ilustraciones, incluidas las obras previamente encargadas. Las historias y cortos recogidos van desde narrativas autobiográficas hasta observaciones culturales, frecuentemente con personajes como animales antropomórficos y escenas de la naturaleza representadas en acuarelas brillantes y detalladas, y comparadas por un crítico con "un adulto Richard Scarry convertido en un comentarista social absurdo."
En 2016, Drawn y Quarterly publicaron Hot Dog Taste Test. Este libro es una colección de cómics e ilustraciones que a menudo presentan animales en acuarelas vibrantes. Sus cómics ofrecen una perspectiva perspicaz y aguda sobre la cultura popular, las relaciones y el animal en todos nosotros. Publishers Weekly dijo sobre su libro: "Hanawalt lleva un pincho de kebab a la pomposidad que ha crecido en torno a la comida y la cena. Las caricaturas evocan un absurdo idiosincrásico similar al trabajo de Roz Chast."
En 2018 publica Coyote Doggirl con la editorial Drawn & Quarterly que se convierte en su primer libro de cómic, publicado en castellano en España por Astiberri.
En 2020, con Drawn & Quarterly publicó una colección de los primeros cómics de Hanawalt, I Want You, con una introducción contemporánea.

### Trabajos para televisión
Hanawalt hizo de productora y diseñadora de la serie animada Bojack Horseman, que debutó en 2014 en Netflix.
En 2019, Netflix lanzó Tuca & Bertie, una comedia animada para adultos creada por Hanawalt, protagonizada por Tiffany Haddish y Ali Wong. La serie fue cancelada, pero fue retomada por Adult Swim en 2020 para una segunda temporada que empezó su emisión en junio de 2021.

## Premios y reconocimiento
Print magazine nombró a Hanawalt como una de los mejores diseñadoras nuevas y jóvenes en 2013. Su cuento ilustrado, "On the Trail with Wylie", ganó un Premio de la Fundación James Beard por Escritura de humor en 2014.

### Premios
- 2009 - Ignatz Award por Minicomic Excepcional, Stay Away from Other People
- 2010- Ignatz Award por Cómic Excepcional, I Want You
- 2011 - Premio Stumptown por Best Small Press, I Want You #2[16]
- 2013 - Sociedad de Ilustradores Medalla de Plata en Ilustración Editorial, "Birch Trees"[17]
- 2014 - James Beard Journalism Award de Humor, "On the Trail With Wylie", Lucky Peach
- 2016 - Critics' Choice Award por Mejor Serie Animada, BoJack Horseman[18]

### Nominaciones
- 2013 - Premio James Beard de Periodismo de Humor, The Secret Lives of Chefs, Lucky Peach.[19]
- 2015 - Premio de Periodismo James Beard de Humor, Goodbye to all that sugar, spice, fat, Lucky Peacho[20]

## Selección de trabajos
- 2012. Benny's Brigade, by Arthur Bradford. McSweeney's. ISBN 978-1-93636-561-6
- 2013. My Dirty, Dumb Eyes. Drawn & Quarterly. ISBN 978-1-77046-116-1
- 2016. Hot Dog Taste Test. Drawn & Quarterly. ISBN 978-1-77046-237-3
- 2018. Coyote Doggirl. Drawn & Quarterly. ISBN 978-1770463257
- 2020. I Want You. Drawn & Quarterly. ISBN 978-1-77046-388-2